# Space Alert
Space Alert ist ein kooperatives Echtzeit-Brettspiel. 
Die Spieler, als frisch ausgebildete Kadetten, müssen ihr Raumschiff der „Tontaubenklasse“ auf eine 10-minütige Erkundungsmission begleiten. Einzige Aufgabe ist es, das Schiff gegen etwaige Angreifer zu verteidigen, wozu man Schutzschilde, mehrere Waffen und Kampfroboter (für Eindringlinge) aktivieren, und die dafür benötigte Energie zur Verfügung stellen muss. Dazu gibt es drei Knöpfe (A bis C) in jeder der sechs Kabinen des Schiffs, zwischen denen sich die Spieler bewegen.
Das Spiel ist in zwei Phasen geteilt:
- Die erste Phase wird in Echtzeit gespielt, dauert also tatsächlich nur 10 Minuten, währenddessen eine CD abgespielt wird, die die Gefahren ankündigt. Die Gefahren selbst werden durch Karten bestimmt, sodass kein Spiel dem anderen gleicht. In diesen 10 Minuten müssen die Spieler bis zu 12 Aktionen planen und koordinieren, sodass diese zur richtigen Zeit stattfinden. Jeder Spieler kann sich in einer Aktion bewegen oder einen Knopf drücken. Die Aktionen werden von jedem Spieler verdeckt niedergelegt und dürfen ab einem gewissen Zeitpunkt nicht mehr verändert werden. Um Diskussionen nicht ausufern zu lassen, wird ein Spieler als Captain bestimmt, der immer die Letztentscheidung innehat.
- In der zweiten Phase werden die Aktionen ausgewertet, die Mission quasi nochmals in Ruhe (mithilfe eines detaillierten Ablaufplans) durchgespielt. Hier erst stellt sich heraus, ob die Crew den Flug überlebt hat oder nicht, die Spieler also verloren oder gewonnen haben. Für Profis gibt es die Möglichkeit einer Punktewertung und auf Punktemaximum zu spielen.

Obwohl es nur je drei Knöpfe in sechs Räumen gibt, lediglich 12 Aktionen zu planen sind und doch bis zu 5 Spieler mithelfen können, zählt Space Alert zu den schwierigsten Kooperationsspielen. Der enorme Zeitdruck, unter dem gleichzeitig mehrere Gefahren, die unterschiedliche Spezialeigenschaften haben, koordiniert bekämpft werden müssen, führt regelmäßig zu hektischen und lautstarken Abstimmgesprächen. Es wird daher empfohlen, eine Person als „Kommunikationsoffizier“ zu bestimmen, die hauptsächlich aufmerksam der CD zuhört, da andernfalls Gefahrenwarnungen leicht überhört werden.
Das Spiel kann leicht auf eine gewünschte Schwierigkeitsstufe eingestellt werden, da es 4 Stufen von Gefahren gibt, die nach Belieben verwendet werden können, ebenso kann man auch die Dauer von 10 auf 7 Minuten bzw. von 12 auf 7 zu planende Aktionen verkürzen.

## Erweiterungen
Seit 2011 ist die deutsche Version der ersten Erweiterung zu Space Alert im Handel erhältlich. Sie trägt den Titel „Unendliche Weiten“ (englischer Titel „The New Frontier“). Hiermit erhält das Grundspiel neue Bedrohungen, die so gewaltig sind, dass sie alle Terrorbahnen umfassen. Die größten Änderungen sind aber das neue Erfahrungssystem sowie die Spezialisierungen, welche dem Spiel eine fast rollenspielerische Dimension bieten. So ist es beispielsweise möglich, Spieler zum Raketenexperten, Pulskanonier, Sanitäter oder Teleporter zu machen, alle mit individuellen, steigerbaren Fertigkeiten.